# Svenska skolan i Kina
Svenska skolan i Kina var en av de tidigare svenska skolorna i utlandet, för att kunna undervisa svenska barn i internatform.

## Historik
1903 hade Svenska Missionen i Kina en lärarinna för svensk skolundervisning. 1907 anställdes Ida Pettersson av Svenska Missionsförbundet för att bedriva undervisning av missionärernas barn i Yichang, sommartid i Kuling. Hon förestod skolan till 1913. Svenska skolan flyttade 1918 till Jigongshan 1918; skolan drevs då gemensamt av Helgelseförbundet och Svenska Missionsförbundet. Åren 1918–1921 kallades den Swedish Union School och 1922–1927 Andelsföreningen Svenska skolan i Kina u. p. a. I andelsföreningen kom även Svensk Baptismission, Svenska Kyrkans Mission i Kina och Svenska Alliansmissionen att ingå som medlemmar.
1927 upphörde skolan i Jigongshan på grund av oroligheterna under det Nordfälttåget. Under 1930–1940-talen hade Svenska Missionsförbundet egen skola först i Huangzhou och sedan i Shashi. 1934 upplät Anna Berg sitt hem, Bergagården i Huangzhou, för Svenska skolan. På grund av kriget blev skolan 1937 åter förlagd till Kuling.
1992 kom en efterföljare i Peking, Svenska skolan i Peking, för barn i åldern 2–12 år till ambassadpersonal, anställda på svenska företag i Kina samt andra barn med skandinavisk anknytning. Verksamheten följer den svenska läroplanen. Svenska skolan i Kinas arkiv finns på Riksarkivet i Stockholm.

### Scoutkår
1919 och 1921 finns uppgifter om en scoutkår kallad Svenska skolans Riddarpojkar. Ledare för scouterna var Josua Sommarström.